# الحجار (الحيمة الخارجية)

تعديل مصدري - تعديل

الحجار هي إحدى قرى عزلة بيت الجريدي بمديرية الحيمة الخارجية التابعة لمحافظة صنعاء، بلغ تعداد سكانها 119 نسمة حسب تعداد اليمن لعام 2004.